# Faky
Faky (яп. フェイキー Feikī ; стилиризовано FAKY) японская гёрл-группа, состоящая из пяти участниц Лил Фэнг, Микако, Хины, Акины и Таки. Группа дебютировала 29 марта 2013 года под Avex и Rhythm Zone.
Группа, как правило, берет музыкальное вдохновение от культур за пределами Японии, включая японскую культуру и моду.

## Название
Название было сформировано из комбинации букв в двух словах: FAntastic и toKYo, также имея дополнительную расшифровку: «Five Ass Kicking Youngsters» (пять юных хулиганок). Стиль и имидж группы основан на базе значения слов «истинный» и «Токио» с целью отобразить культуру, музыку и жизненные ценности современных юных жительниц этого мегаполиса. Также название Faky первоначально было производным от слова FAKE, являясь как бы вызовом себе, желанием привнести что-то новое и стоящее в японскую современную музыку.

## Карьера

### 2013—2014: Формирование и дебют
Название и концепция группы были впервые раскрыты на тизерном сайте в марте 2013 года, прежде чем участницы были официально раскрыты 22-го числа того же месяца. Их первый клип «Better Without You» был выпущен 29 марта 2013 года.
В ноябре этого года на YouTube было загружено второе музыкальное видео Girl Digger. Как первый сингл они выпустили 13 июня. В февраль был выпущен ремикс Better Without You. Следующий сингл When You Wish Upon a Star был выпущен 18 декабря.
Дебютировали в составе пяти человек: Лил Фанг, Микако, Тины , Дианы и Анны
Их первый альбом был выпущен через iTunes 28 мая 2014 года.
22 января был выпущен сингл Girl Digger. 29 января новая сингл The One. Долгое время сообщалось о CD-релизе альбома, P. O. V. 9. Апреля, несколько месяцев ничего не было слышно от Faky. Вконечном итоге было объявлено, что не будут публиковать на компакт-диск. Было объявлено, что Faky возьмут тайм-аут до 2015 года, это решение было принято по личным причинам, и руководство проголосовало за него. Они должны вернуться как новые, так и модернизированные, как сообщалось на официальном сайте. Официальная страница Facebook с тех пор едва обновлялась.

### 2015—2017: Возвращение и изменение в составе
В середине 2015 года блогер EMI for You выпустил три кавера Faky в поддержку группы, чтобы приблизить группу к её возвращению. Песни «You», «Candy» и «P. O. V.», причем это время последней песни перезаписи-голоса Тины. Две другие песни были новыми и никогда не выпущенными ранее песнями. В фанк-кругах ходили слухи, что Диана и Тина должны покинуть группу, которые подтвердились. В соцсетях об этом заявили двое. Наконец, в октябре 2015 года был анонсирован первый предварительный просмотр возвращения Faky, в котором была информация для новой участницы группы по имени Акина. Группа выпустила 21 октября песни «Afterglow», «You» и альбом Candy
В 2016 году, Faky, музыкальный дуэт FEMM, певец и автор песен Yup’in, создал супергруппу Famm’in и вместе выпустили одноимённый альбом.
Группа дебютировала на главном лейбле с мини-альбомом Unwrapped 14 июня 2017 года.

### 2018-н.в: Новые участницы
16 ноября 2018 года, Анна объявила через свой Instagram, что покидает группу, чтобы продолжить актёрскую карьеру. Она выступала в качестве участницы 20 декабря..
После того, как Анна официально покинула группу, Faky объявили в Instagram, что они добавили двух новых участниц Таки и Хину, и продолжили работу в качестве группы из пяти участниц.

## Участницы
| Имя                           | Дата рождения | Место рождения  | Позиция в группе                     |
| ----------------------------- | ------------- | --------------- | ------------------------------------ |
| Лил Фанг (яп. リル・ファング) | 29.11.1993    | Токио, Япония   | Лидер, главная вокалистка            |
| Микако (яп. ミカコ)           | 7.06.1994     | Фукуока, Япония | Лидирующий танцор вокалистка, рэпер. |
| Хина (яп. ヒナ)               | 19.02.1997    | Киото, Япония   | Рэпер, танцор                        |
| Акина (яп. アキナ)            | 23.11.1999    | Калифорния, США | Главный танцор, ведущая вокалистка   |
| Таки (яп. タキ)               | 21.04.2000    | Япония          | Вокалистка, ведущий танцор, макнэ    |

### Бывшие участницы
| Имя                  | Дата рождения    | Место рождения  | Позицимя в группе                  |
| -------------------- | ---------------- | --------------- | ---------------------------------- |
| Диана (яп. ダイアン) | 28.12.1996       | Окинава, Япония | Вокалистка                         |
| Тина (яп. ティナ)    | 18 декабря, 1996 | Атланта, США    | Ведущая вокалистка                 |
| Анна (яп. アンナ)    | 11.06.1992       | Новая Зеландия  | Лидер, лидирующий вокалист, танцор |

## Дискография

### Альбомы
| Название  | Релиз                                                                      | Позиции в чартах | Продажи      |  |
| --------- | -------------------------------------------------------------------------- | ---------------- | ------------ |  |
| The One   | - 2 июля 2014 - Лейбл: Rhythm Zone - Формат: digital download              | 14               | * JP: 10.000 |  |
| Candy     | - 11 мая 2016 - Лейбл: Rhythm Zone - Формат: digital download, CD          | 47               | * JP: 30 000 |  |
| Unwrapped | - 14 июня 2017 - Лейбл: Rhythm Zone - Формат: CD, CD+DVD, digital download | 75               | 80.000       |  |

## Фильмография

### Телевизионные шоу
| Название           | Год  | Участница | Примечания               |
| ------------------ | ---- | --------- | ------------------------ |
| Hakata Stay Hungry | 2014 | Микако    | TNC программа            |
| Are You OK?        | 2016 | Faky      | Интерактивнач веб-дорама |
| colors             | 2018 | Анна      | FOD дорама               |

### Видеоклипы
| Название                       | Год  | Ссылки |
| ------------------------------ | ---- | ------ |
| «Better Without You»           | 2013 |        |
| «Girl Digger»                  | 2013 |        |
| «Afterglow»                    | 2015 |        |
| «You»                          | 2016 |        |
| «Candy»                        | 2016 |        |
| «Surrender»                    | 2017 |        |
| «Someday We’ll Know»           | 2017 |        |
| «Suga Sweet»                   | 2017 |        |
| «Who We Are»                   | 2018 |        |
| «Bad Things (English Version)» | 2018 |        |
| "Girls gotta love"             | 2019 |        |
| "Antidote"                     | 2019 |        |
| "New age"                      | 2019 |        |
| «half-moon»                    | 2020 |        |
| "half-moon feat. Novel Core"   | 2020 |        |
| "Darling"                      | 2020 |        |
| "Little more"                  | 2020 |        |